# Tercera guerra servil
La tercera guerra servil, también llamada por Plutarco guerra de los Gladiadores y guerra de Espartaco, fue la última de una serie de revueltas de esclavos, sin éxito ni relación, contra la República romana, conocidas en su conjunto como las guerras serviles o guerras de los Esclavos. La tercera guerra servil fue la única que consiguió plantear una amenaza seria al núcleo de Roma y a Italia entera y fue doblemente alarmante para el pueblo romano por los continuos éxitos de la creciente banda de esclavos rebeldes contra el ejército romano, entre 73 y 71 a. C. La revuelta fue aplastada finalmente en 71 a. C. por la operación militar concentrada de los comandantes Pompeyo, Craso y Lúculo, aunque los acontecimientos siguieron teniendo efectos indirectos en la política romana de los años posteriores.
Entre 73 y 71 a. C., una banda de esclavos huidos —originalmente un pequeño cuadro de unos setenta gladiadores fugados que creció hasta ser una banda de ciento veinte mil hombres, mujeres y niños— deambuló por toda Italia asaltándola con relativa impunidad bajo el mando de varios líderes, incluyendo al famoso gladiador-general Espartaco. Los adultos capacitados de esta banda constituyeron una fuerza armada sorprendentemente efectiva que demostró repetidas veces su capacidad para resistir al ejército romano, desde las patrullas locales de Campania a las milicias romanas y las cualificadas legiones bajo mando consular. Plutarco describió las acciones de los esclavos como un intento de estos de escapar de sus amos y huir a través de la Galia Cisalpina, mientras que Apiano y Floro retratan la revuelta como una guerra civil en la que los esclavos hicieron campaña para capturar la misma ciudad de Roma.
La creciente alarma en el Senado sobre los continuos éxitos militares de esta banda y sobre sus estragos contra las ciudades y los campos romanos llevó finalmente a que Roma reuniera un ejército de ocho legiones bajo el liderazgo, severo pero efectivo, de Craso. La guerra terminó en 71 a. C. cuando, tras una larga y amarga retirada ante las legiones de Craso y la comprensión de que las legiones de Pompeyo y Marco Terencio Varro Lúculo estaban avanzando para encerrarlos, los ejércitos de Espartaco se lanzaron con toda su fuerza contra las legiones de Craso y fueron completamente aniquilados.
Aunque la guerra de Espartaco es notable por derecho propio, la tercera guerra servil fue significativa en la historia de la Antigua Roma por su efecto sobre las carreras de Pompeyo y Craso. Los dos generales utilizaron sus éxitos contra la revuelta para promocionar sus carreras políticas, aprovechándose del favor del pueblo y de la amenaza implícita de sus legiones para influir en su favor en las elecciones consulares de 70 a. C. Sus acciones como cónsules promovieron en gran medida la subversión de las instituciones políticas romanas y contribuyeron a la transición final de la República romana al Imperio romano.[cita requerida]

## Esclavitud en la República romana
En diverso grado a lo largo de la historia de Roma, la existencia de una fuerza de trabajo barato en forma de esclavos supuso un factor importante en su economía. Los esclavos se conseguían de diversas formas, entre ellas la compra a mercaderes extranjeros y mediante la esclavización de poblaciones extranjeras tras la conquista militar. Con el gran número de guerras de conquista de Roma en el siglo II y siglo I a. C., se incorporaron a la economía romana decenas o cientos de miles de esclavos de golpe. Aunque el uso de esclavos como sirvientes, artesanos y asistentes personales fue limitado, se usaron un enorme número de esclavos para trabajar en las minas y en las tierras agrícolas de Sicilia y el sur de Italia.
En general, los esclavos eran tratados con crueldad y opresión durante el periodo republicano. Bajo el Derecho romano un esclavo no era considerado una persona, sino una propiedad. Los amos podían abusar, herir o incluso matar a sus esclavos sin consecuencias legales. Aunque había muchos grados y tipos de esclavitud, los esclavos de los grados inferiores (la mayor cantidad) que trabajaban en los campos y las minas, estaban sujetos a una vida de duro trabajo físico.
Esta gran concentración de la población de esclavos y el trato opresivo al que eran sometidos dieron como resultado varias revueltas. En 135 a. C. y 104 a. C. estallaron en Sicilia la primera y la segunda guerras serviles, respectivamente, en las que pequeñas bandas rebeldes encontraron decenas de miles de seguidores voluntariosos que deseaban escapar de la vida opresiva de la esclavitud romana. Aunque el Senado las consideró como serios disturbios civiles, y fueron necesarios varios años de intervenciones militares directas para sofocarlos, nunca se consideró que fueran una amenaza seria para la República. El territorio metropolitano de Roma, Italia, nunca había presenciado un levantamiento de esclavos, ni tampoco éstos habían sido nunca una amenaza potencial para la ciudad de Roma. Esto cambiaría con la tercera guerra servil.

## Comienza la revuelta (73 a. C.)

### La revuelta de Capua

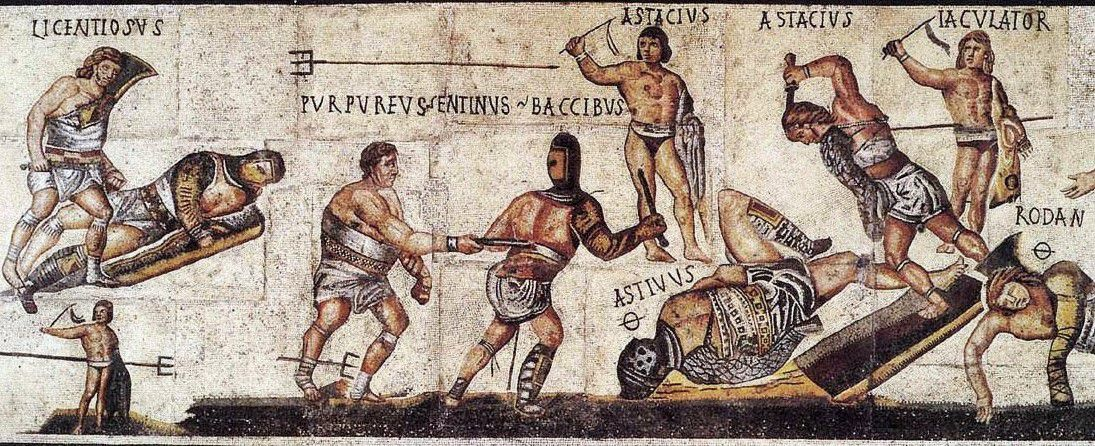
El mosaico Los gladiadores, de la Galería Borghese.

En la República romana del siglo I a. C. las luchas de gladiadores eran una de las formas de entretenimiento más populares. Con el fin de suministrar gladiadores para los combates, se establecieron varias escuelas de entrenamiento, o ludi, por toda Italia. En estas escuelas, los prisioneros de guerra y los delincuentes convictos —que eran considerados como esclavos— eran entrenados en las habilidades necesarias para luchar hasta la muerte en los juegos de gladiadores. En 73 a. C., un grupo de unos 200 gladiadores de la escuela de Capua, pertenecientes a Léntulo Batiato, planearon una fuga. Cuando se reveló su plan, una fuerza de unos 70 hombres se armaron con utensilios de cocina («hachuelas y espetones»), lucharon hasta escapar de la escuela y se apoderaron de varios carros de armas y armaduras de gladiador.
Una vez libres, los gladiadores fugados eligieron líderes, seleccionando a dos esclavos galos —Criso y Enomao— y a Espartaco, que se dice que era o bien un antiguo auxiliar tracio de la legión romana, condenado posteriormente a la esclavitud, o bien un prisionero capturado por las legiones. Sin embargo, hay ciertas dudas sobre la nacionalidad de Espartaco, ya que "tracio" era también un tipo de gladiador romano.
Estos esclavos huidos consiguieron vencer a una pequeña fuerza de tropas enviada tras ellos desde Capua y equiparse con el material militar que capturaron, además de con sus armas de gladiador. Las fuentes son un tanto contradictorias sobre el orden de los acontecimientos que siguieron inmediatamente después a la huida, pero en general están de acuerdo en que esta banda de gladiadores se dedicó al pillaje en la región de los alrededores de Capua, reclutando a muchos otros esclavos en sus filas, y que finalmente se retiró a una posición más defendible en el Monte Vesubio.

### Derrota de los ejércitos pretorianos

Movimientos iniciales de las fuerzas romanas y esclavas desde la revuelta de Capua hasta el invierno de

La revuelta y los asaltos en Campania —que era una región vacacional para la gente rica e influyente de Roma y en la que se localizaban muchas fincas— llamaron rápidamente la atención de las autoridades romanas. A Roma le llevó cierto tiempo darse cuenta de la escala del problema, ya que percibían que la revuelta de esclavos era más una ola de crímenes que una rebelión armada.
Sin embargo, en 73 a. C., Roma envió una fuerza militar bajo mando pretoriano para terminar con la revuelta. Un pretor romano, Cayo Claudio Glabro, reunió un cuerpo de 3000 hombres, no como legiones, sino como milicias «escogidas con prisa y azar, porque los romanos todavía no consideraban esto como una guerra, sino como asaltos, algo parecido a una oleada de robos». Las fuerzas de Glabro asediaron a los esclavos en el Monte Vesubio, bloqueando el único camino conocido que descendía de la montaña. Con los esclavos contenidos así, Glabro estaba dispuesto a esperar hasta que el hambre forzara a los esclavos a rendirse.
Como los esclavos carecían de entrenamiento militar, las fuerzas de Espartaco mostraron cierta inventiva en su uso de los materiales locales disponibles, que a su vez resultó en un uso de tácticas ingeniosas y poco ortodoxas, al enfrentarse a los disciplinados ejércitos romanos. En respuesta al asedio de Glabro, los hombres de Espartaco hicieron cuerdas y escalas a partir de las parras y los árboles que crecían en las laderas del Vesubio y las usaron para descolgarse por los precipicios del lado de la montaña opuesto al de las fuerzas de Glabro. Rodearon la base del Vesubio y atacaron al ejército por el flanco, aniquilando a los hombres de Glabro.
Tras esto se envió contra Espartaco una segunda expedición bajo el mando del pretor Publio Varinio. Por alguna razón, parece que Varinio dividió sus fuerzas poniéndolas al mando de sus subordinados Furio y Cosinio. Plutarco menciona que Furio comandaba a unos 2000 hombres, pero no se conoce la fuerza numérica de las tropas restantes, ni si la expedición estaba compuesta de milicias o legiones. Estas fuerzas también fueron derrotadas por el ejército de esclavos: Cosinio murió, Varinio casi fue capturado y los esclavos se apoderaron del equipamiento de los ejércitos. Gracias a estos éxitos, más y más esclavos se unieron a las fuerzas de Espartaco, al igual que «muchos de otros esclavos empleados como arrieros y pastores en transito por la región», engrosando sus filas hasta unos 70 000 hombres. Los esclavos rebeldes pasaron el invierno de 73 a. C. armando y equipando a sus nuevos reclutas y expandiendo su territorio de pillaje para incluir las ciudades de Nola, Nuceria, Turios y Metaponto.
Sin embargo, las victorias de los esclavos rebeldes no se obtuvieron sin coste. En algún momento de estos sucesos, o posiblemente durante los asaltos del invierno a finales de 73 a. C., perdieron a su líder Enomao —quizás en batalla— y no se menciona más en las historias.

## Motivaciones y liderazgo de los esclavos fugados

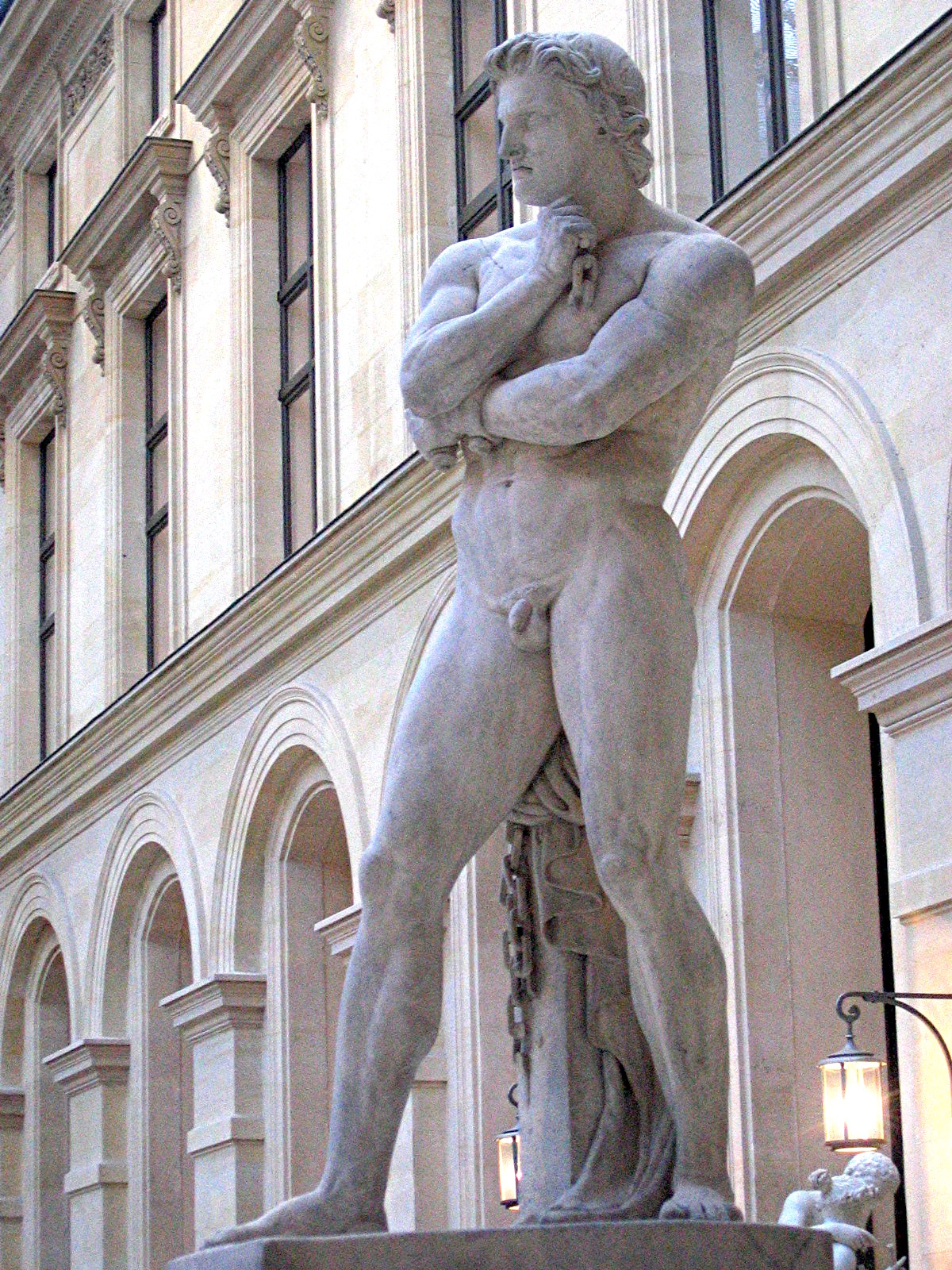
Espartaco, por Denis Foyatier, c. 1830, expuesto en el Louvre. Un ejemplo de representación heroica moderna de Espartaco.

A finales de 73 a. C., Espartaco y Criso mandaban un gran grupo de hombres armados con demostrada habilidad para resistir a los ejércitos romanos. Lo que pretendían hacer con esta fuerza es algo difícil de determinar para los lectores modernos. Como la tercera guerra servil fue finalmente una rebelión sin éxito, no existe un relato de primera mano sobre los motivos y objetivos de los esclavos, y los historiadores que escriben sobre la guerra proponen teorías contradictorias.
Muchos relatos populares modernos de la guerra afirman que existía una división en dos facciones de los esclavos fugados: los que comandaba Espartaco, que querían escapar por los Alpes hacia la libertad, y los de Criso, que deseaban permanecer en el sur de Italia para seguir asaltando y saqueando. Esto parece una interpretación de los eventos basada en lo siguiente: las regiones que Floro lista como las que estaban siendo atacadas por los esclavos incluyen Turios y Metaponto, que están geográficamente distantes de Nola y Nuceria. Esto indica la existencia de dos grupos: Lucio Gelio Publícola atacó finalmente a Criso y a un grupo de unos 30 000 seguidores que fueron descritos como separados del grupo principal de Espartaco; Plutarco describe el deseo de algunos de los esclavos fugados de saquear Italia en lugar de escapar por los Alpes. Aunque esta división en facciones no se contradice con las fuentes clásicas, no parece que exista ninguna evidencia directa que la apoye.
A veces, los relatos ficticios —como la película Espartaco de Stanley Kubrick, 1960— retratan a Espartaco como un libertador que lucha para cambiar una sociedad romana corrupta y para terminar con la institución romana del esclavismo. De igual manera, esto no se contradice con los historiadores clásicos, pero ningún relato histórico menciona que el objetivo de los esclavos rebeldes fuera terminar con la esclavitud en la República, ni ninguna de las acciones de Espartaco parece específicamente dirigida a acabar con la esclavitud.
Incluso entre los historiadores clásicos, que escribieron sus relatos solo unos años después de los propios sucesos, parecía haber división sobre cuáles eran las motivaciones de Espartaco. Apiano y Floro escriben que pretendía marchar sobre la misma Roma, aunque esto puede no haber sido más que el reflejo de los miedos de Roma. Si Espartaco pretendió realmente marchar sobre Roma, debió de ser un objetivo que abandonó más tarde. Plutarco escribe que Espartaco simplemente deseaba escapar hacia el norte a la Galia Cisalpina y dispersar a sus hombres de vuelta a sus hogares.
No está claro si los esclavos fueran un grupo homogéneo bajo el liderazgo de Espartaco. Aunque es una suposición tácita de los historiadores romanos, puede que los romanos estuvieran proyectando su propia visión jerárquica del poder militar y la responsabilidad sobre la organización ad hoc de los esclavos. De hecho, se mencionan otros líderes esclavos —Crixo, Enomao, Gánico y Casto— y no podemos saber, a partir de la evidencia historiográfica, si fueron ayudantes, subordinados o incluso iguales que lideraban grupos propios y viajaban en convoy con la gente de Espartaco.

## Derrota de los ejércitos consulares (72 a. C.)
En la primavera de 72 a. C., los esclavos fugados abandonaron sus campamentos de invierno y empezaron a moverse al norte hacia la Galia Cisalpina. El Senado, alarmado por el tamaño de la revuelta y la derrota de los ejércitos pretorianos de Glabro y Publio Varinio, envió un par de legiones consulares bajo el mando de Lucio Gelio Publícola y Cneo Cornelio Léntulo Clodiano.
En un principio, los ejércitos consulares tuvieron éxito. El ayudante de Gelio, el propretor Arrio atacó a un grupo de unos 30 000 esclavos al mando de Criso, cerca del Monte Gargano, y mató a dos tercios de los rebeldes, incluyendo a Criso, con solo una legión. Según cuentan los historiadores, los esclavos rechazaron el ataque de la legión y tras la victoria se embriagaron bebiendo vino para celebrarlo. Cuando los romanos volvieron, los encontraron ebrios y los masacraron.
En este punto de la historia existe una divergencia en las fuentes clásicas sobre el curso de los sucesos que no se puede reconciliar hasta la entrada de Marco Licinio Craso en la guerra. Las dos historias más detalladas (existentes) de la guerra, de Apiano y Plutarco, detallan sucesos muy distintos. Sin embargo, ninguno de los relatos contradice directamente al otro, sino que simplemente informa de sucesos distintos, ignorando algunos sucesos del otro relato y ofreciendo sucesos que son únicos de ese relato.

### Historia de Apiano

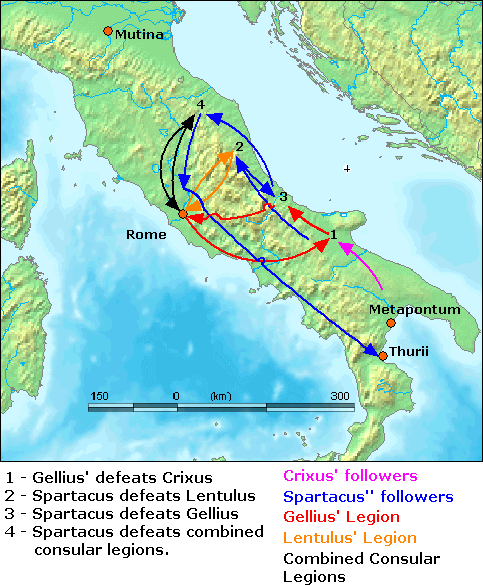
Los sucesos de, según la versión de Apiano.

De acuerdo con Apiano, la batalla entre las legiones de Gelio y los hombres de Criso cerca del Monte Gargano fue el comienzo de una larga y compleja serie de maniobras militares que casi tuvieron como resultado que las fuerzas de Espartaco asaltaran la misma ciudad de Roma.
Tras su victoria sobre Criso, Gelio se desplazó hacia el norte siguiendo al grupo principal de esclavos de Espartaco, que se dirigía a la Galia Cisalpina. Se desplegó el ejército de Léntulo para obstruir el paso de Espartaco, y los cónsules esperaban encerrar a los esclavos rebeldes entre ellos. El ejército de Espartaco se enfrentó a la legión de Léntulo, la derrotó, se dio la vuelta y destruyó el ejército de Gelio, forzando a las legiones romanas a retirarse desbaratadas. Apiano afirma que Espartaco ejecutó a unos 300 soldados romanos capturados para vengar la muerte de Criso, forzándoles a luchar entre ellos hasta la muerte como los gladiadores. Tras esta victoria, Espartaco avanzó hacia el norte con sus seguidores (unos 120 000) tan rápido como pudo, «después de haber quemado todo su material inútil, matado a todos sus prisioneros y masacrado a sus bestias de carga para acelerar su movimiento».
Los ejércitos consulares derrotados regresaron a Roma para reagruparse mientras los seguidores de Espartaco se movían hacia el norte. Los cónsules volvieron a atacar a Espartaco en algún lugar de la región del Piceno, y de nuevo fueron vencidos.
Apiano afirma que en este momento Espartaco cambió su intención de marchar sobre Roma —dando a entender que ese era el objetivo de Espartaco tras la confrontación de Piceno— porque «no se consideraba preparado todavía para ese tipo de lucha, ya que su fuerza no estaba armada adecuadamente, porque ninguna ciudad se le había unido, solo esclavos, desertores y chusma», y decidió retirarse nuevamente al sur de Italia. Asediaron la ciudad de Turios y la campiña de los alrededores, armándose, asaltando los territorios circundantes, cambiando los botines por bronce y hierro con mercaderes (con los que manufacturar más armas) y enfrentándose ocasionalmente con fuerzas romanas, que siempre acababan derrotadas.

### Historia de Plutarco

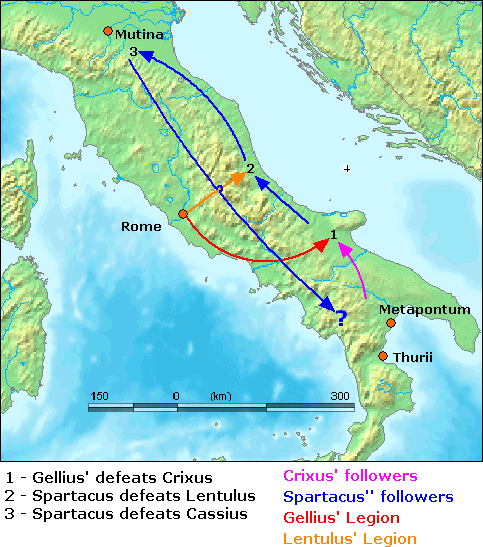
Los sucesos de, de acuerdo con la versión de Plutarco.

La descripción de los hechos que da Plutarco difiere significativamente con la de Apiano.
De acuerdo con Plutarco, tras la batalla entre las legiones de Gelio y los hombres de Criso (a quienes Plutarco describe como «germanos») cerca del Monte Gargano, los hombres de Espartaco atacaron a la legión comandada por Léntulo, la derrotaron, se apoderaron de sus suministros y equipamiento, y avanzaron directamente hacia el norte de Italia. Tras esta derrota, ambos cónsules fueron relevados del mando de sus ejércitos por el Senado Romano y regresaron a Roma. Plutarco no menciona en absoluto el ataque de Espartaco a las legiones de Gelio, ni que Espartaco se enfrentara a las legiones combinadas consulares en el Piceno.
Luego Plutarco detalla un conflicto no mencionado en la historia de Apiano. Según Plutarco, el ejército de Espartaco prosiguió hacia el norte hasta los alrededores de Mutina (la actual Módena). Allí, un ejército de unos diez mil soldados mandados por el gobernador de la Galia Cisalpina, Cayo Casio Longino, intentó bloquear el avance de Espartaco y también fue vencido.
Plutarco no hace mención de ningún otro suceso hasta la confrontación inicial entre Marco Licinio Craso y Espartaco en la primavera de 71 a. C., omitiendo la marcha sobre Roma y la retirada hacia Turios descritas por Apiano. Sin embargo, como Plutarco describe que las fuerzas de Craso forzaron a las de Espartaco a retirarse hacia el sur desde el Piceno, uno podría inferir que los esclavos rebeldes se acercaron a Piceno desde el sur a principios de 71 a. C., implicando que se replegaron hacia el sur desde Mutina para pasar el invierno en el sur o el centro de Italia.
Por qué harían algo así, cuando aparentemente no había razón para no escapar por los Alpes —el objetivo de Espartaco según Plutarco—, es algo que no se explica.

## La guerra de Craso (71 a. C.)

Los sucesos de principios de Marco Licinio Craso recibe el mando de las legiones romanas, se enfrenta a Espartaco y obliga a los esclavos rebeldes a retirarse a través de Lucania hacia los estrechos cercanos a Mesina. Plutarco afirma que esto ocurrió en la región del Piceno, mientras que Apiano sitúa las batallas iniciales entre Craso y Espartaco en la región del Samnio.

A pesar de las contradicciones de las fuentes clásicas con respecto a los sucesos de 72 a. C., parece haber un consenso general sobre que Espartaco y sus seguidores estaban en el sur de Italia a principios de 71 a. C.

### Craso recibe el mando de las legiones
El Senado, alarmado ya por la aparentemente imparable revuelta de esclavos asentados en el sur de Italia, le encomendó a Marco Licinio Craso la tarea de sofocar la rebelión. Craso había sido pretor en 73 a. C. y, era conocido no solo por sus conexiones políticas y su familia, sino también por ser el general que venció a los samnitas en la batalla de la Puerta Colina, cuando el propio Sila había huido de estos.
Le fueron asignadas seis nuevas legiones además de las dos anteriores legiones consulares de Gelio y Léntulo, sumando un ejército de unos 40 000 soldados romanos entrenados. Craso trató a sus legiones con una disciplina férrea, incluso brutal, recuperando el castigo de la decimatio (castigo mediante el cual se diezma a un grupo de soldados, matando a 1 de cada 10 de ellos en castigo por su cobardía). Apiano no tiene claro si aplicó la decimatio a las dos legiones consulares por cobardía cuando fue nombrado su comandante, o si se la aplicó a todo el ejército por alguna derrota posterior (un suceso en el que hasta 4000 legionarios habrían sido ejecutados). Plutarco sólo menciona la decimatio de 50 legionarios de una cohorte como castigo tras la derrota de Mimio en la primera confrontación entre Craso y Espartaco. Al margen de lo que sucediera realmente, el trato de Craso a sus legiones demostró que «era más peligroso para ellos que el enemigo» y los espoleó para lograr la victoria y no correr el riesgo de disgustar a su comandante.

### Craso y Espartaco
Cuando las fuerzas de Espartaco volvieron a desplazarse hacia el norte, Craso desplegó seis de sus legiones en las fronteras de la región (Plutarco afirma que la batalla inicial entre las legiones de Craso y Espartaco se dio en las proximidades del Piceno, Apiano afirma que sucedió cerca del Samnio) y destacó a dos legiones bajo el mando de Mumio, su legado, para que maniobrara por la retaguardia de Espartaco, pero con la orden de no atacar a los rebeldes. Cuando se le presentó la oportunidad, Mumio desobedeció a Craso y atacó a las fuerzas de Espartaco, pero fue derrotado. A pesar de esta derrota inicial, Craso atacó a Espartaco y le venció, matando a unos 6000 rebeldes.
La marea de la guerra parecía haber cambiado de dirección. Las legiones de Craso salieron victoriosas en varios enfrentamientos, matando a miles de esclavos rebeldes y forzando a Espartaco a retirarse al sur a través de Lucania hacia los estrechos de Mesina. Según Plutarco, Espartaco hizo un trato con piratas cilicios para transportarle a él y a unos 2000 hombres a Sicilia, donde pretendía incitar una revuelta de esclavos y conseguir refuerzos. Sin embargo, fue traicionado por los piratas, que recibieron el pago pero abandonaron a los esclavos rebeldes. Fuentes menores mencionan que hubo algunos intentos de construir barcos y balsas entre los rebeldes como medio de escape, pero que Craso adoptó medidas sin especificar para asegurar que los rebeldes no pudieran cruzar a Sicilia, y como consecuencia de esto abandonaron sus esfuerzos.
Entonces las fuerzas de Espartaco se replegaron hacia Rhegium. Las legiones de Craso las persiguieron y al llegar construyeron fortificaciones a lo largo del istmo de Rhegium, a pesar del hostigamiento de los esclavos rebeldes. Los rebeldes fueron asediados y aislados de todo suministro.

### Llegan legiones de refuerzo; el fin de la guerra

Los últimos sucesos de la guerra en, en los que el ejército de Espartaco rompió el asedio de las legiones de Craso (X) y se retiró hacia las montañas cercanas a Petelia. Muestra las escaramuzas iniciales entre elementos de ambos bandos (1) y el giro de las fuerzas de Espartaco para la confrontación final (2). Nótense las legiones de Pompeyo incorporándose desde el norte para capturar a los supervivientes.

En este momento, las legiones de Pompeyo volvían a Italia tras haber sofocado la rebelión de Quinto Sertorio en Hispania.
Las fuentes discrepan sobre si Craso había solicitado refuerzos o si el Senado simplemente se aprovechó del regreso de Pompeyo a Italia, pero se le ordenó esquivar Roma y dirigirse al sur para ayudar a Craso. El Senado también envió refuerzos bajo el mando de "Lúculo", que Apiano confundió con Lucio Licinio Lúculo, comandante de las fuerzas implicadas en la tercera guerra mitridática en aquel momento, pero aparentemente se trataba del procónsul Marco Terencio Varrón Lúculo, el hermano pequeño del anterior. Con las legiones de Pompeyo marchando desde el norte y las tropas de Lúculo desde Brundisium, Craso se dio cuenta de que si no ponía fin a la revuelta con rapidez, el mérito de la guerra iría para el general que llegara con los refuerzos, y por tanto espoleó a sus legiones para que dieran rápidamente fin al conflicto.
Al parecer el plan romano era cercar a los esclavos desde tres frentes: noroeste (Pompeyo con 7 legiones), suroeste (Craso con 8 legiones) y este (Lúculo con 5 legiones). En total, los romanos sumarían unas 20 legiones (alrededor de 120 000 hombres).
Tras enterarse de que Pompeyo se acercaba, Espartaco intentó negociar con Craso para dar fin al conflicto antes de que llegaran los refuerzos romanos. Cuando Craso se negó, una parte de las fuerzas de Espartaco rompieron el confinamiento y huyeron hacia las montañas al oeste de Petelia (la actual Strongoli) en Bruttium, con las legiones de Craso en su persecución. Las legiones consiguieron alcanzar a una parte de los rebeldes –bajo el mando de Cánico y Casto– separada del ejército principal, matando a 12 300 de ellos. Sin embargo, las legiones de Craso también sufrieron pérdidas, ya que algunos de los esclavos en huida se dieron la vuelta para enfrentarse a las fuerzas romanas a las órdenes de un oficial de caballería llamado Lucio Quicio y el cuestor Cneo Tremelio Escrofa, derrotándolas. En cualquier caso, los esclavos rebeldes no constituían un ejército profesional y habían llegado a su límite. No querían huir más y varios grupos de hombres se separaron de la fuerza principal para atacar de manera independiente a las legiones de Craso. Con la disciplina echándose a perder, Espartaco dio la vuelta a sus fuerzas y empleó toda su potencia para aguantar a las legiones vinientes. En esta última batalla, las fuerzas de Espartaco fueron derrotadas completamente, y la gran mayoría de sus hombres murieron en el campo de batalla. Se desconoce el destino final del propio Espartaco, ya que nunca se halló su cuerpo, pero los historiadores cuentan que pereció en el combate junto a sus hombres.

## Consecuencias

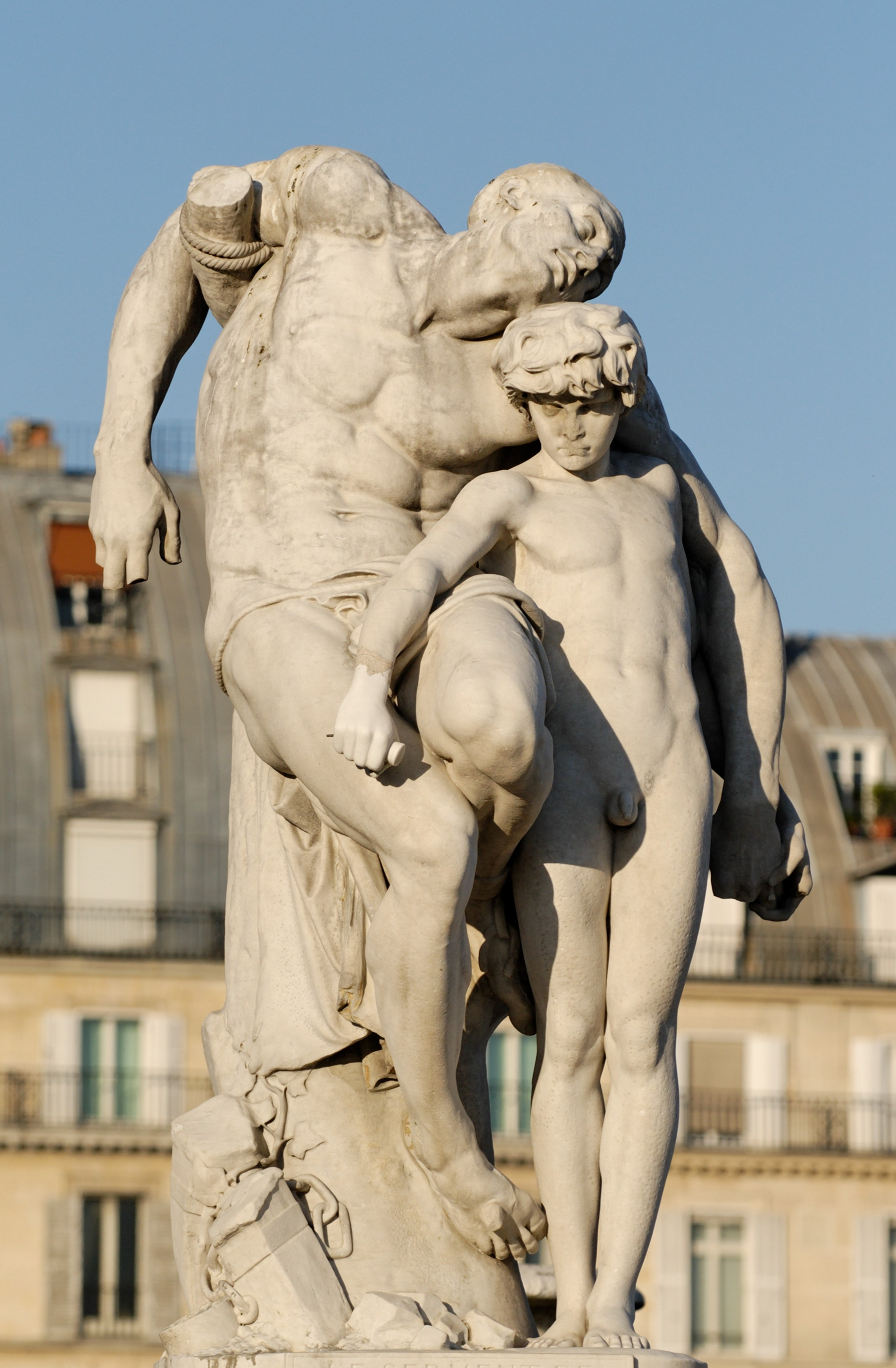
La Caída de Espartaco.

La revuelta de la tercera guerra servil había quedado aniquilada a manos de Craso.
Las fuerzas de Pompeyo no atacaron directamente a las de Espartaco en ningún momento, pero sus legiones, aproximándose desde el norte, consiguieron capturar a unos 5000 rebeldes que huían de la batalla, «a los que dio muerte». A causa de esto, Pompeyo envió un mensaje al Senado diciendo que, aunque fue Craso quien había vencido a los esclavos en batalla abierta, él había terminado la guerra, reclamando así una gran parte del mérito y ganándose ciertamente la enemistad de Craso.
Aunque la mayor parte de los esclavos rebeldes murieron en el campo de batalla, las legiones de Craso capturaron a unos 6000 supervivientes. Todos ellos fueron crucificados a lo largo de la carretera de Roma a Capua.
Pompeyo y Craso obtuvieron beneficios políticos por haber sofocado la rebelión. Ambos volvieron a Roma con sus legiones y se negaron a disolverlas, acampándolas fuera de la ciudad en su lugar. Ambos se presentaron a cónsul en 70 a. C., aunque Pompeyo no tenía derecho a ello por su edad y por no haber servido como pretor o cuestor. No obstante, ambos hombres fueron elegidos cónsules ese año, en parte por la amenaza implícita de sus legiones acampadas fuera de la ciudad.
Los efectos de la tercera guerra servil sobre la actitud de los romanos hacia la esclavitud y la institución de la esclavitud en Roma son difíciles de determinar. Desde luego, la revuelta había conmocionado al pueblo romano, que «a partir de un miedo absoluto parecía haber empezado a tratar a sus esclavos con menos dureza que antes». Los ricos dueños de los latifundia comenzaron a reducir el número de esclavos agrícolas, optando por emplear al gran conjunto de hombres libres desposeídos en contratos de mediería. Con el fin de la guerra de las Galias de Julio César en 52 a. C., las grandes guerras de conquista romanas cesarían hasta el reinado del emperador Trajano (98-117 d. C.), y con ellas el abundante y económico suministro de esclavos provenientes de la conquista militar, promoviendo el uso de trabajadores libres en las fincas agrícolas.
El estatus y los derechos legales de los esclavos romanos también empezaron a cambiar. Bajo el emperador Claudio (41-54 d. C.) fue promulgada una constitución que convertía el hecho de matar a un esclavo viejo o enfermizo en un acto de asesinato y decretaba que si esos esclavos eran abandonados por sus amos, se convertían en hombres libres. Con Antonino Pío (138-161 d. C.) se extendieron más los derechos legales de los esclavos, haciendo responsables a los amos del asesinato de sus esclavos, forzando la venta de los esclavos cuando se podía demostrar que estaban siendo maltratados y proporcionando una autoridad tercera, teóricamente, neutral a la que podía apelar un esclavo. Aunque estos cambios legales se dieron muy tarde como para que fueran resultado directo de la tercera guerra servil, representan la codificación legal de unos cambios en la actitud de los romanos hacia los esclavos que había evolucionado durante décadas.
Es difícil determinar en qué medida contribuyeron los sucesos de esta guerra a los cambios en el uso y los derechos legales de los esclavos romanos. Parece que el fin de las guerras serviles coincidió con el fin del periodo más importante del uso de esclavos en Roma, y el comienzo de una nueva percepción del esclavo dentro de la sociedad y el derecho. La tercera guerra servil fue la última de las guerras serviles, y Roma no vería nunca más un levantamiento de esclavos de este tipo.

### Obras clásicas
- Apiano, Historia de las guerras civiles, Universidad de Valencia. Servicio de Publicaciones, 1992. ISBN 84-370-1031-4.
- Apiano, 'Historia romana, Vol II: Guerras civiles (libros I-II), Gredos Biblioteca Clásica, 1985. ISBN 84-249-3551-9.
- Apiano, Historia romana, Vol III: Guerras civiles (libros III-V), Gredos Biblioteca Clásica, 1985. ISBN 84-249-3552-7.
- César, Julio, Comentarios a la guerra de las galias, Alianza Editorial, 2002. ISBN 84-206-4092-1.
- Livio, Tito, Historia de Roma desde su fundación., Gredos Biblioteca Clásica. Varios tomos.
- Frontino, Sexto Julio, Los cuatro libros de los enxemplos, consejos e avisos de la guerra, Ministerio de Defensa. Centro de Publicaciones, 2005. ISBN 84-9781-169-0.
- Orosio, Historias, Gredos, 1982. ISBN 84-249-0335-8.
- Séneca, Lucio Anneo, Tratado de los beneficios, Ediciones ibéricas, 1958. ISBN 84-7083-004-X.
- Suetonio, Los doce césares, Editorial Porrua, 2003. ISBN 970-07-3828-0.

### Obras modernas
- Bradley, Keith. Slavery and Rebellion in the Roman World. Bloomington: Indiana University Press, 1989. ISBN 0-7134-6561-1.
- Broughton, T. Robert S. Magistrates of the Roman Republic, vol. 2. Cleveland: Case Western University Press, 1968.
- Davis, William Stearns ed., Readings in Ancient History: Illustrative Extracts from the Sources, 2 Vols, Vol. II: Rome and the West. Boston: Allyn and Bacon, 1912-13.
- Matyszak, Philip, The enemies of Rome, Thames & Hudson, 2004. ISBN 0-500-25124-X.
- Strachan-Davidson, J. L. (ed.), Appian, Civil Wars: Book I, Oxford University Press, 1902 (repr. 1969).
- Mommsen, Theodor, The History of Rome, Books I-V, edición electrónica del Proyecto Gutenberg, 2004. ISBN 0-415-14953-3.
- William Smith, D.C.L., LL.D., A Dictionary of Greek and Roman Antiquities, John Murray, Londres, 1875.

- Datos: Q194378
- Multimedia: Third Servile War / Q194378